# Jan Henryk Geysmer

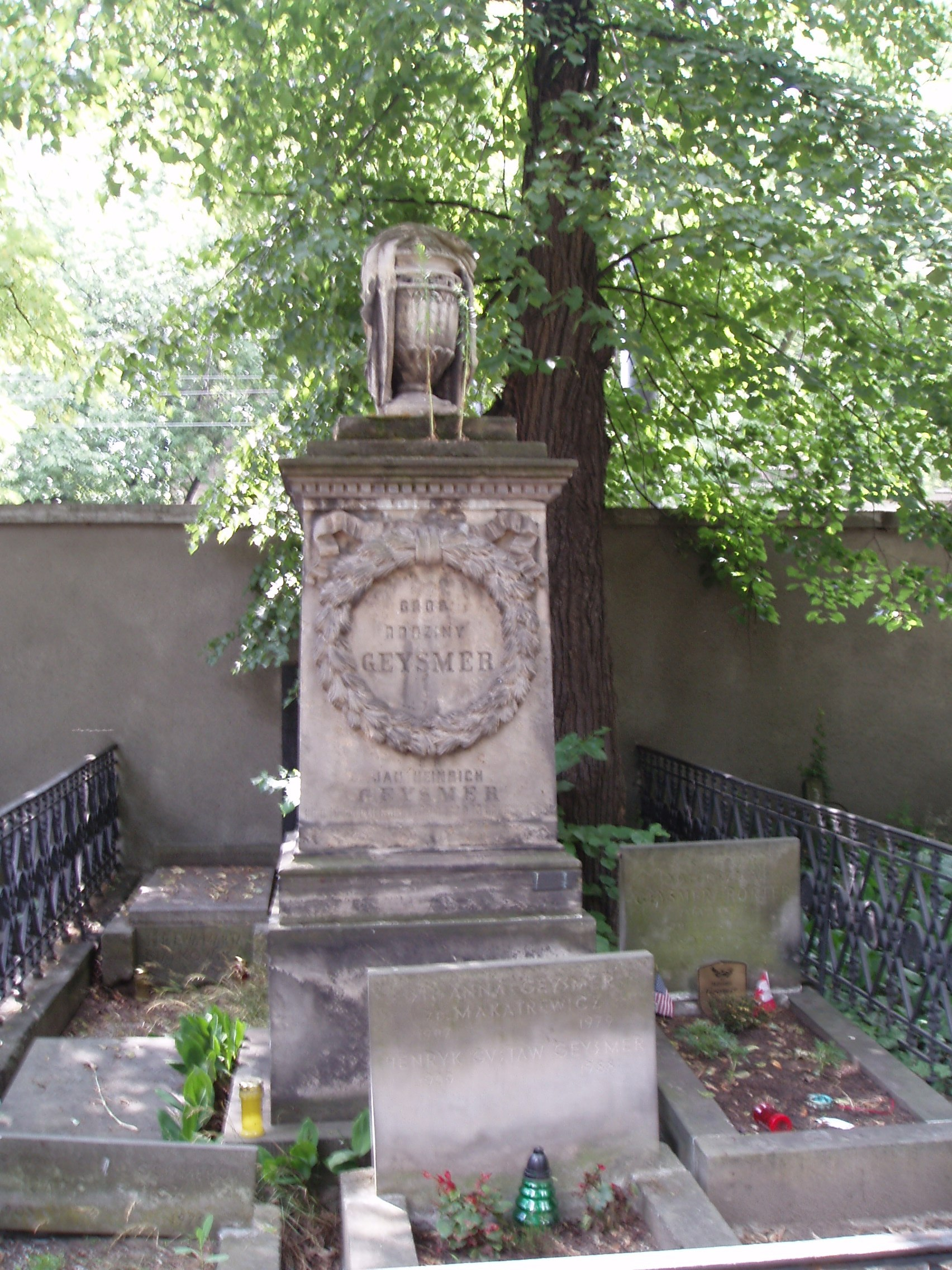
Grobowiec Geysmerów na cmentarzu ewangelickim w Warszawie

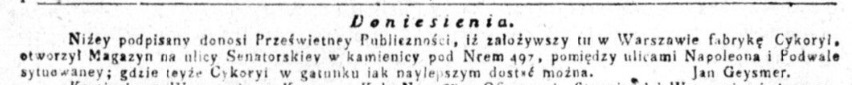
Zawiadomienie o otwarciu magazynu z cykorią przez Jana Geysmera

Jan Henryk Geysmer, właśc. Johann Heinrich Geißmer (ur. 12 października 1780 w Hamburgu, zm. 16 grudnia 1835 w Warszawie) – polski przemysłowiec pochodzenia niemieckiego, ziemianin.
Był synem Gerharda i Kathariny Axen. Johann Heinrich i jego brat Andreas Gotthard (ur. 1781), luteranie, przybyli z Hamburga do Warszawy za panowania pruskiego (1795–1806). Zajmowali się przez wiele lat handlem, Andrzej Gothard zajmował się też rolnictwem, Jan Henryk posiadał od 1810 roku fabrykę cykorii. 4 marca 1809 roku nabył od Jana Bogumiła Peukera kamienicę pod numerem hipotecznym 2183 przy ulicy Konwiktorskiej. W roku 1812 Jan wydzierżawił od państwa klucz Wawrzyszew na 9 lat. Ze wspólnikiem  Janem Henrykiem Christianem Velthusen w roku 1826 Jan Henryk wynajął a następnie w 1830 zakupił rządową manufakturę kobierców przy ulicy Czerniakowskiej w Warszawie. Fabryka funkcjonowała w miejscu późniejszej Gazowni, pod numerem hipotecznym 3041. Początkowo zatrudniała 140 pracowników. Geysmer wkrótce rozszerzył asortyment, produkując również tkaniny wełniane i flanele i dając pracę 250 osobom, głównie kobietom. W roku 1828 fabryka miała już 320 robotników i 27 warsztatów.
Po śmierci Geysmera, który, żonaty z Alojzą Papi, pozostawił 3-letniego syna Jana Fryderyka, fabrykę przejęli bratankowie Jan Gothard Henryk (ur. 1806) i Ernest Gerhard (ur. 1808) i przestawili ją z rękodzielnictwa na produkcję maszynową, wyrabiając także kołdry. W tych czasach fabryka Geysmerów uchodziła za jedną z czołowych w Imperium Rosyjskiem.
W roku 1830 został członkiem przybranym Warszawskiego Towarzystwa Przyjaciół Nauk.
Geysmer posiadał oprócz fabryki także majątek ziemski Pass w mieście Błonie (powiat warszawski zachodni). Wprowadził tam wiele ulepszeń w produkcji rolnej, z którymi zapoznał się w czasie wojaży zagranicznych, i wzniósł piękny, do dziś istniejący pałacyk w stylu klasycyzmu (ok. 1830). Pałac zachował się do dzisiaj, obecnie jest tam hotel i centrum konferencyjne. Obaj jego bratankowie byli absolwentami Liceum Warszawskiego, bliskimi kolegami Fryderyka Chopina i imiona ich pojawiają się często w korespondencji kompozytora. Po śmierci Geysmera pałac został sprzedany Ludwikowi Halpertowi.
Geysmer został pochowany na warszawskim cmentarzu ewangelickim (Al.1 nr 5).